# Jeffrey Bell
Jeffrey Jackson Bell (Indiana, ...) è uno sceneggiatore, produttore televisivo e regista statunitense.

## Biografia
Bell è nato nell'Indiana e ha studiato design e fotografia all'università di Cincinnati; si è poi trasferito in California, dove ha ottenuto un Master of Fine Arts all'UCLA. Nel 1994 ha debuttato alla regia dirigendo e scrivendo il film Radio Inside, adattato dalla sua tesi di laurea dallo stesso titolo. Bell comincia la sua carriera televisiva nel 1999, scrivendo per la serie televisiva X-Files; in seguito entra a far parte del team creativo di Angel come sceneggiatore, regista e produttore e viene promosso a showrunner per le ultime due stagioni della serie. Lavora in seguito a diverse serie televisive, tra cui Alias, Harper's Island, V e Spartacus. Dal 2013 al 2020 lavora come sceneggiatore, produttore esecutivo e showrunner della serie televisiva Agents of S.H.I.E.L.D..

## Filmografia

### Cinema
- Radio Inside (1994) – regia, sceneggiatura

### Televisione
- X-Files (The X-Files) – serie TV, 5 episodi (1999–2001) – sceneggiatore
- Angel – serie TV (2001–2004) – sceneggiatore, produttore, produttore esecutivo
- Alias – serie TV (2005–2006) – sceneggiatore, produttore esecutivo
- Day Break – serie TV (2006-2007) – sceneggiatore, produttore esecutivo
- Harper's Island – serie TV (2009) – sceneggiatore, produttore esecutivo
- V – serie TV, 3 episodi (2009) – produttore esecutivo
- The Protector – serie TV, 13 episodi (2011) – produttore esecutivo, sceneggiatore
- Spartacus – serie TV, 10 episodi (2013) – consulting producer
- Agents of S.H.I.E.L.D. – serie TV (2013–2020) – sceneggiatore, produttore esecutivo
- Agents of S.H.I.E.L.D.: Slingshot – webserie (2016) – produttore esecutivo